# Расселл Каулі
Расселл Каулі (англ. Russell Cowley; народився 12 серпня 1983 у м. Едмонтон, Канада) — британський хокеїст, захисник/нападник. Виступає за «Ковентрі Блейз» у Британській елітній хокейній лізі. 
Виступав за «Свіндон Лінкс», «Кардіфф Девілс», «Ковентрі Блейз».
У складі національної збірної Великої Британії учасник чемпіонатів світу 2003 (дивізіон I), 2004 (дивізіон I), 2005 (дивізіон I), 2006 (дивізіон I), 2007 (дивізіон I), 2008 (дивізіон I), 2009 (дивізіон I), 2010 (дивізіон I) і 2011 (дивізіон I). У складі молодіжної збірної Великої Британії учасник чемпіонатів світу 2001 (група D2), 2002 (група D2) і 2003 (група D2). У складі юніорської збірної Великої Британії учасник чемпіонату світу 2001 (група D2).
Чемпіон БЕХЛ (2005, 2007, 2008, 2010).